# トヨタ・GRカローラ
GRカローラ（ジーアールカローラ、英語: GR COROLLA）は、トヨタ自動車が販売しているハッチバック型のスポーツカーである。

## 概要
『GR』を展開する「GAZOO Racing カンパニー」が開発した車種で、同ブランドの専売車種としては2019年に発売された「GRスープラ」、2020年に発売された「GRヤリス」、2021年発売の「GR86」に続く4車種目である。
GRヤリスと同様、既存の乗用車であるカローラスポーツをベース車両としている。
日本時間の2022年4月1日にアメリカ・カリフォルニア州でプロトタイプが発表され、同年6月1日には日本仕様車の詳細が公開された。当初は「モリゾウエディション」のみ台数限定で、「RZ」は通常販売となる予定だったが、新型コロナウイルス感染拡大や半導体不足の影響により、両者ともに抽選での台数限定販売となった。

### 日本仕様のグレード構成

#### GRカローラRZ
5人乗りの通常モデル。初回生産分はインターネット抽選で500台、税込525万円。抽選は2022年12月2日から同月19日まで受け付け、2023年1月に当選者を発表して指定したディーラーで商談受付、納車の流れになる。
2023年8月23日、一部改良。シャシー部分を締結するボルトの一部が締結剛性向上ボルトとなり、フロントサスペンションメンバーとステアリングギアボックスを締結する2ヶ所のボルトのフランジにリブ形状を追加。リアサスペンションメンバーとボディを締結するボルトは頭部サイズを22mmから24mmに拡幅。また、フロントバンパーのダクト形状が変更され、ボディカラーは限定色として新設定されたシアンメタリックに専用内装色のブラック×ブルーが設定された。今回も抽選販売の形態が採られ、発表当日から9月11日まで受け付け、9月下旬より順次商談を開始、秋ごろから販売が開始される。販売台数は専用内装色分の50台を含む550台に増やされ、前述した半導体不足が緩和傾向にあるため、販売台数が増加される可能性があることを示唆している。

#### GRカローラモリゾウエディション
2023年12月2日より抽選受付が開始された、全国のGR Garageにおいて抽選で70台限定で発売する限定モデル。価格は税込715万円。
GRカローラRZとの相違点は以下の通り。
- リアシートを撤去し乗車定員を2名としたことで約30kgの軽量化を実現[5]。
- 最大トルク を370Nmから400Nmへ向上し、中回転域のトルクを高めることで加速性能を向上[5]。
- 構造用接着剤を3.3m追加で塗布し、ボディ補強ブレースを追加することで、ボディ剛性をさらに強化[5]。一方で軽量化のためにCFRP製のルーフやアルミ製ボンネット／ドアなどを採用した[9]。
- ディファレンシャルギアのローギアード化と、1～3速のクロスギアレシオ化により、動力性能の向上と、気持ちのよいギアのつながりを実現[5]。
- タイヤはRZが235/40R18サイズのADVAN APEX V601を装着するのに対し、モリゾウエディションは245/40R18サイズのミシュラン・パイロットスポーツカップ2を装着[9]。10mm拡幅したハイグリップタイヤを採用することにより、コーナリング時の安定性・ブレーキ性能を向上[5]。
- しっかりと体をホールドする専用セミバケットシートを採用[5]。
- インテリアでは、ドアトリムオーナメントやインストルメントパネルなどへ鋳物ブラック塗装を施し、ステアリングやコンソールにはウルトラスエード表皮を採用し、スポーティな室内空間に上質さを加えた[5]。
- 外板色には限定色のマットスティールを設定[5]。さらに、GRカローラ モリゾウエディションならではのこだわりの証として、 ウィンドシールドガラスにモリゾウサインを施した[5]。

## ギャラリー

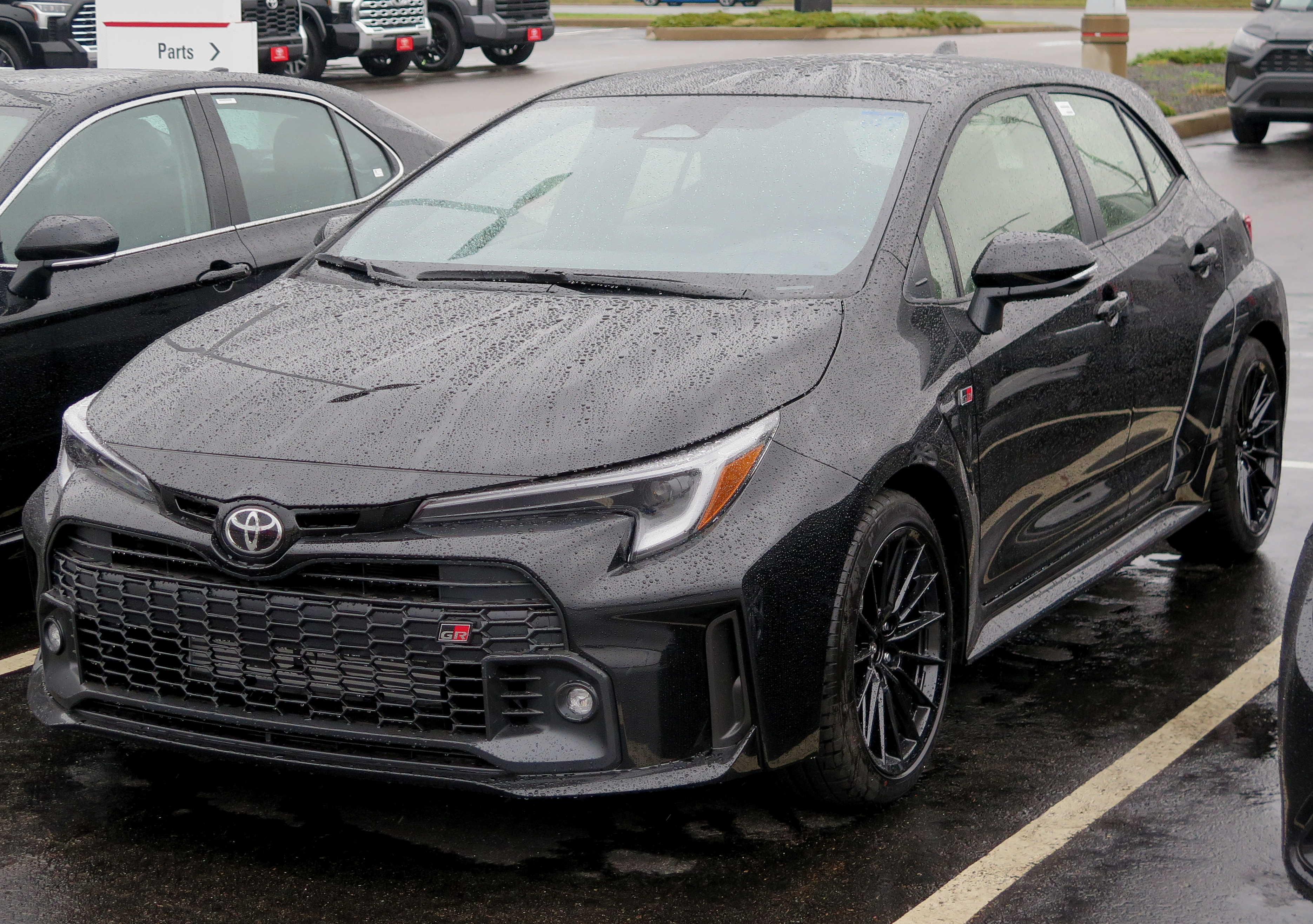
米国仕様Core フロント
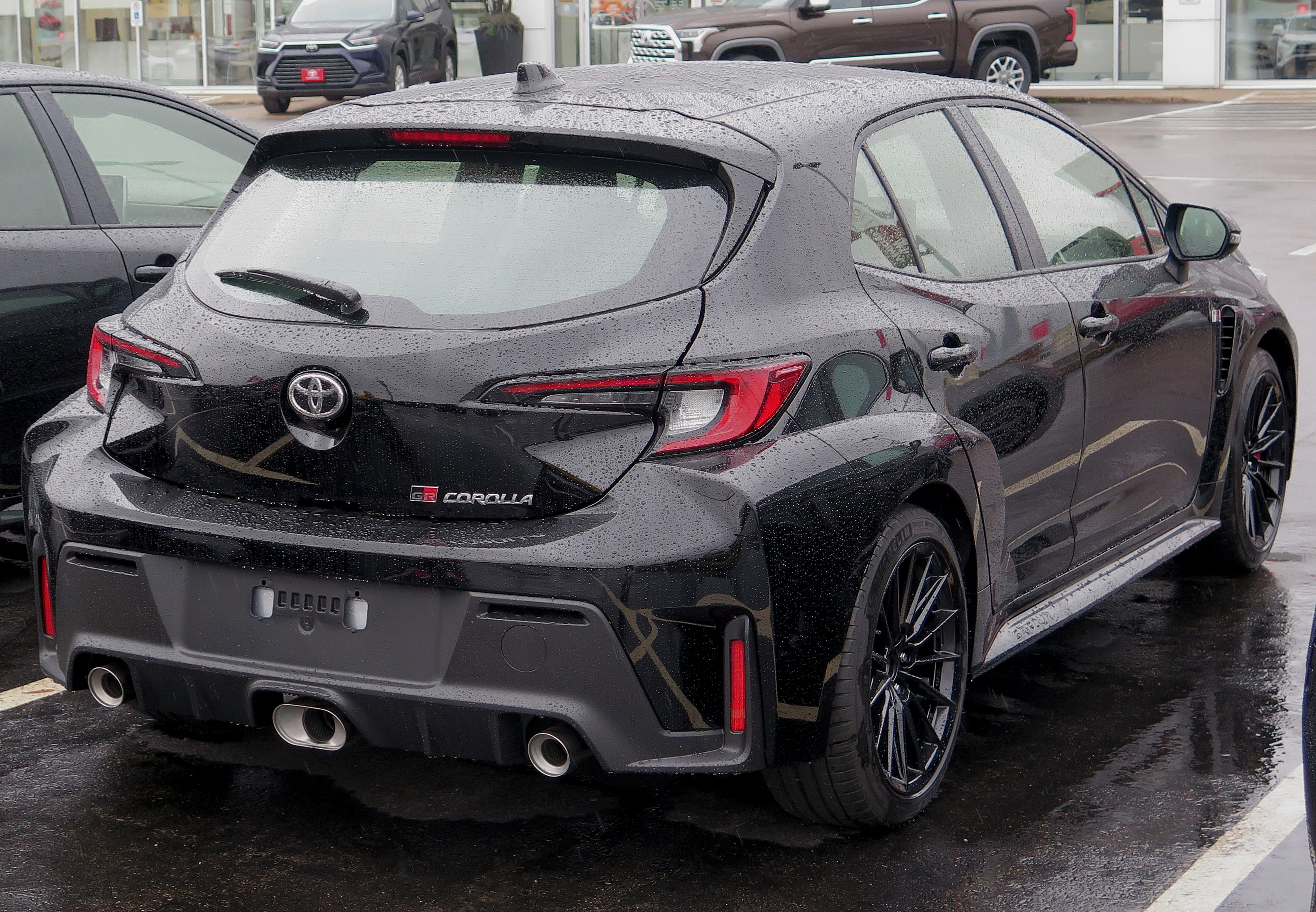
米国仕様Core リア
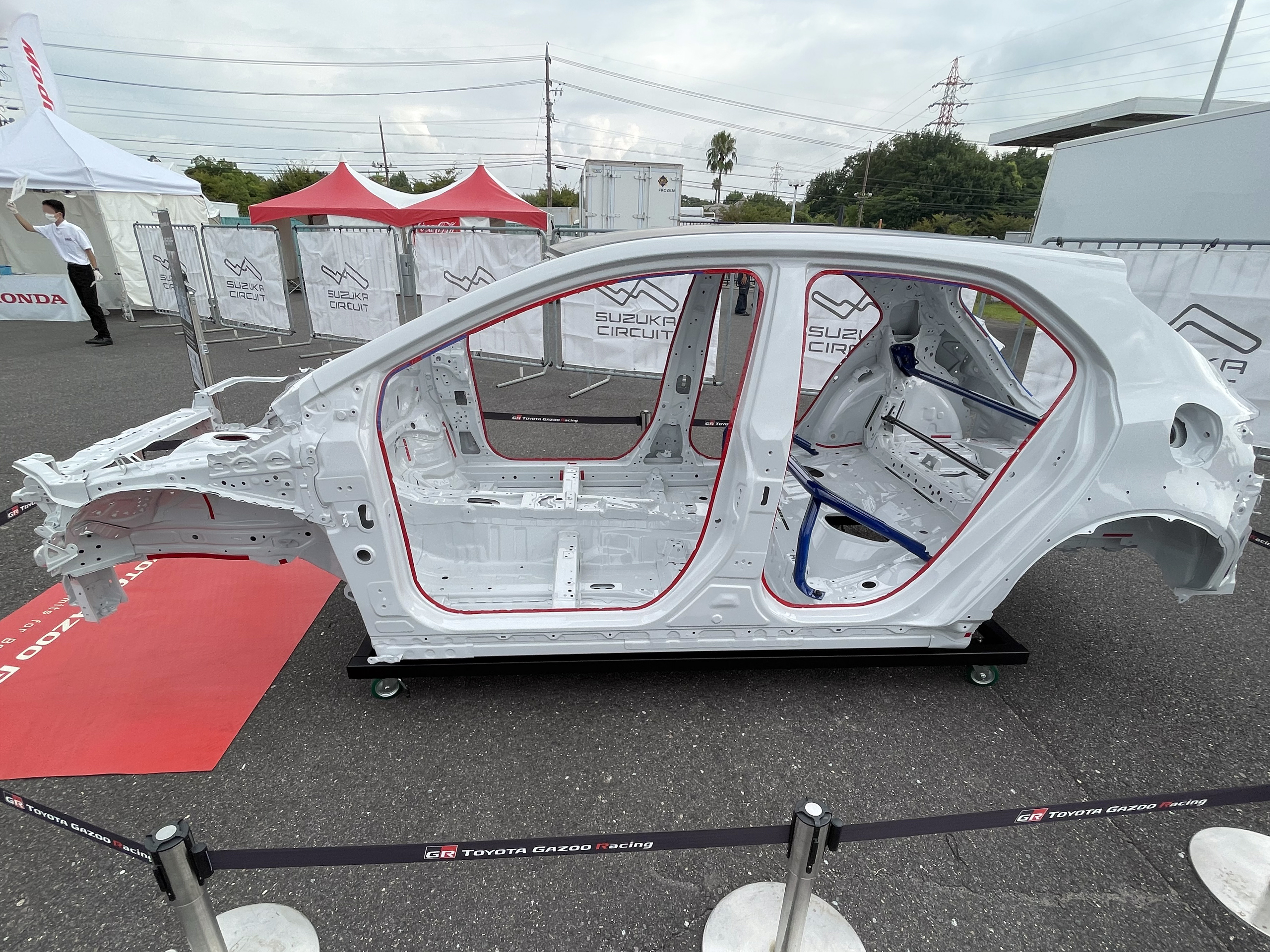
RZのモノコックシャシー
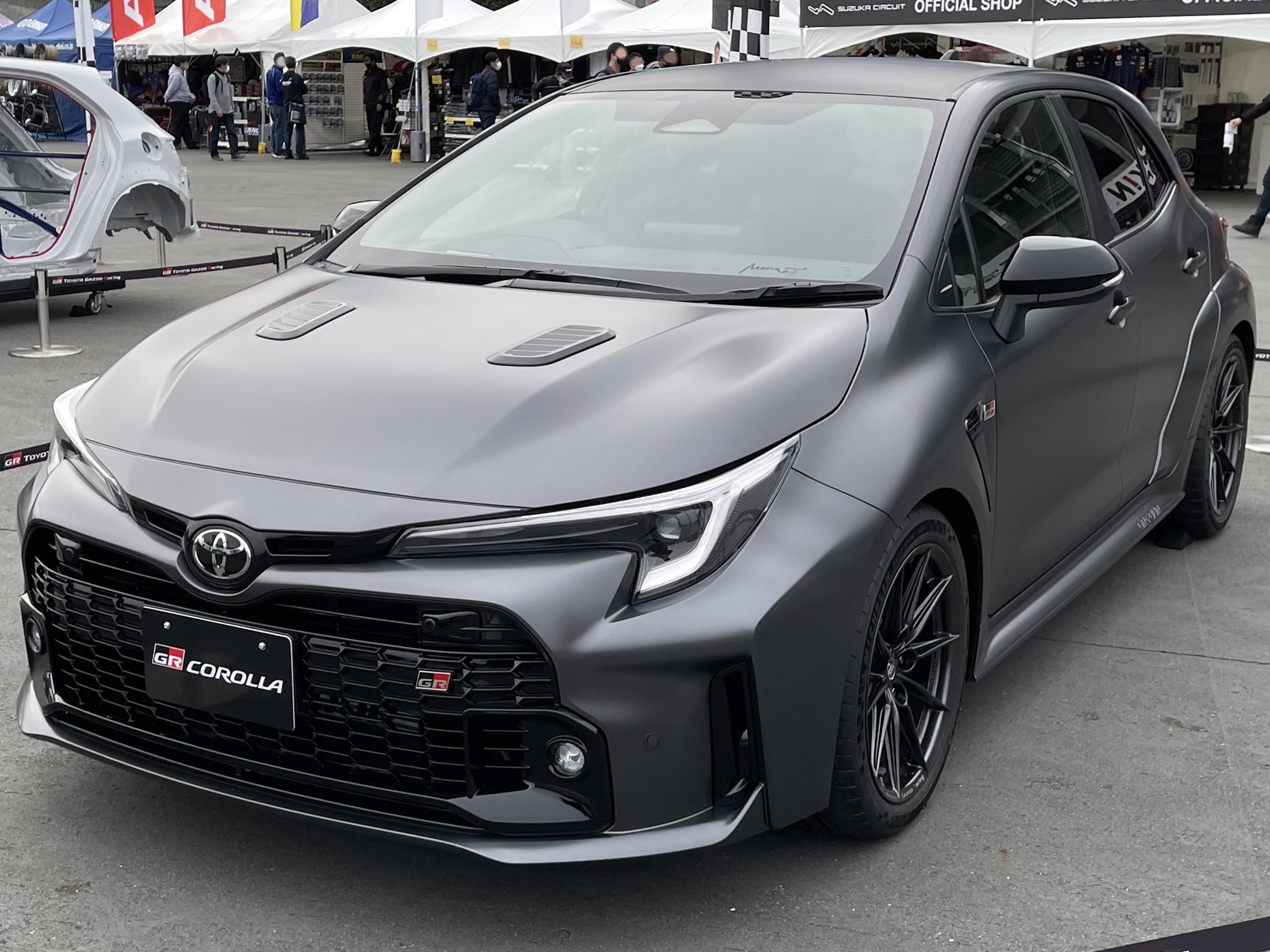
MORIZO Edition フロント
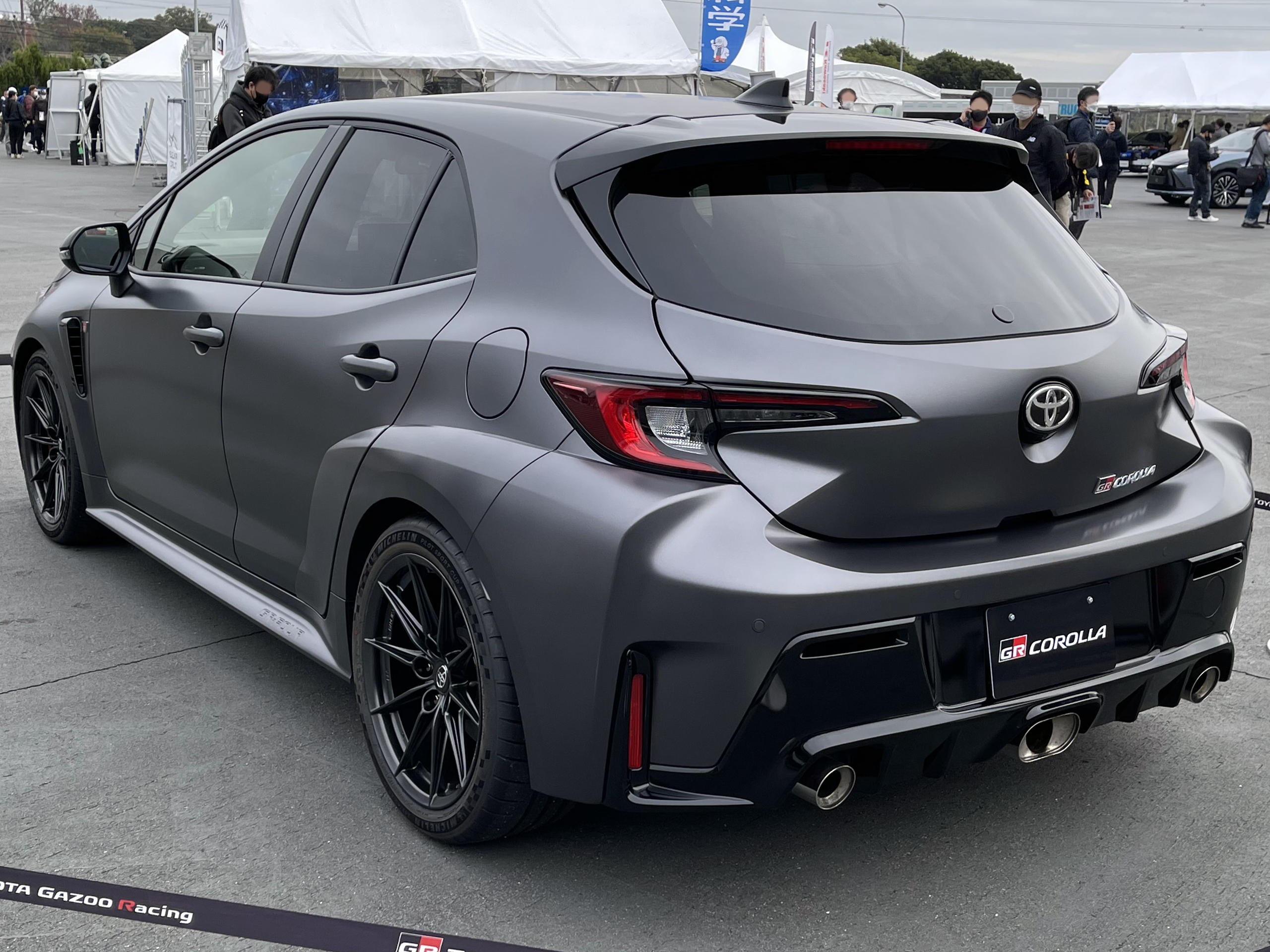
MORIZO Edition リア
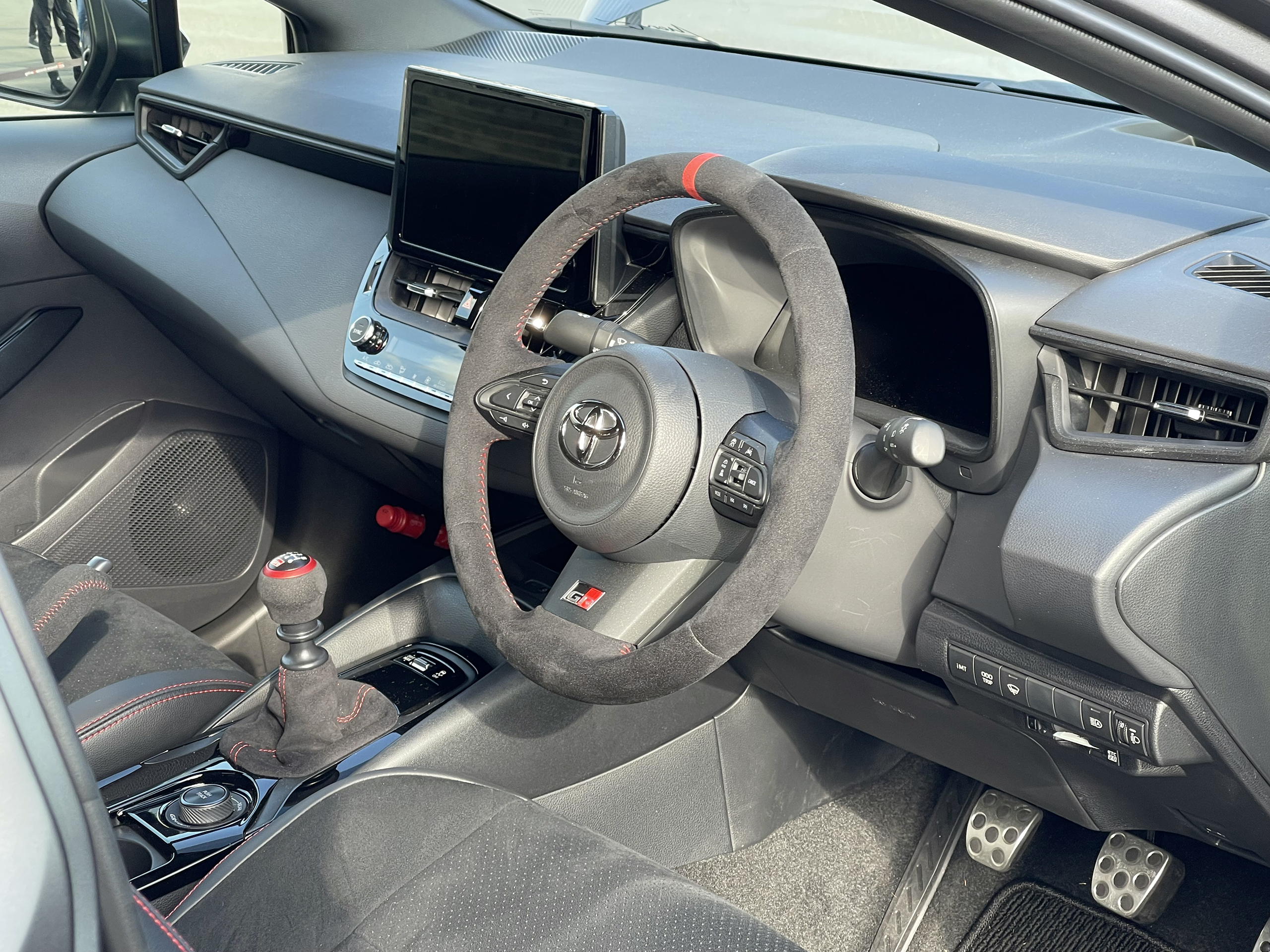
MORIZO Edition インテリア
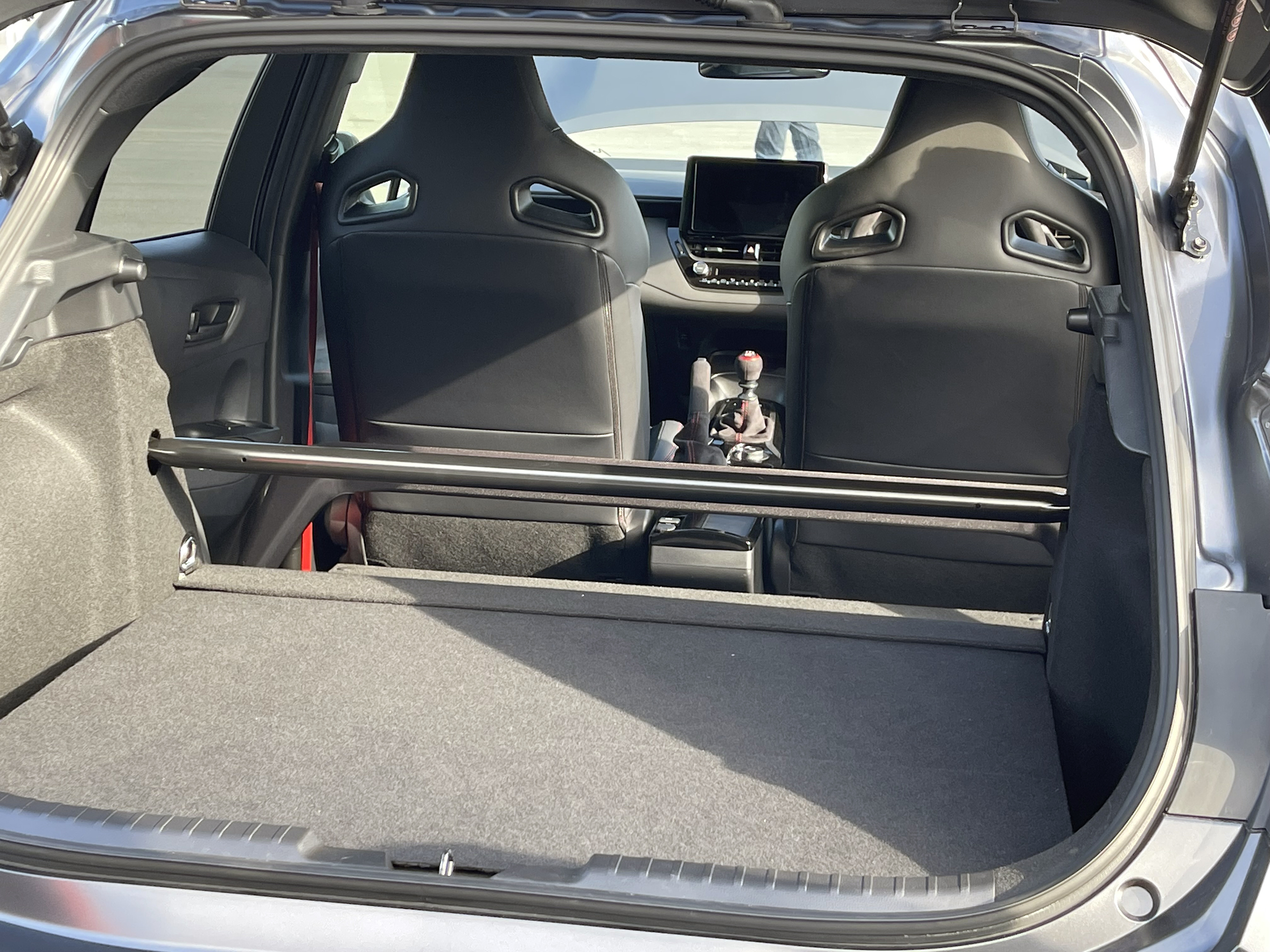
MORIZO Edition 後部座席が取り外され、タワーブレースが装着されている。
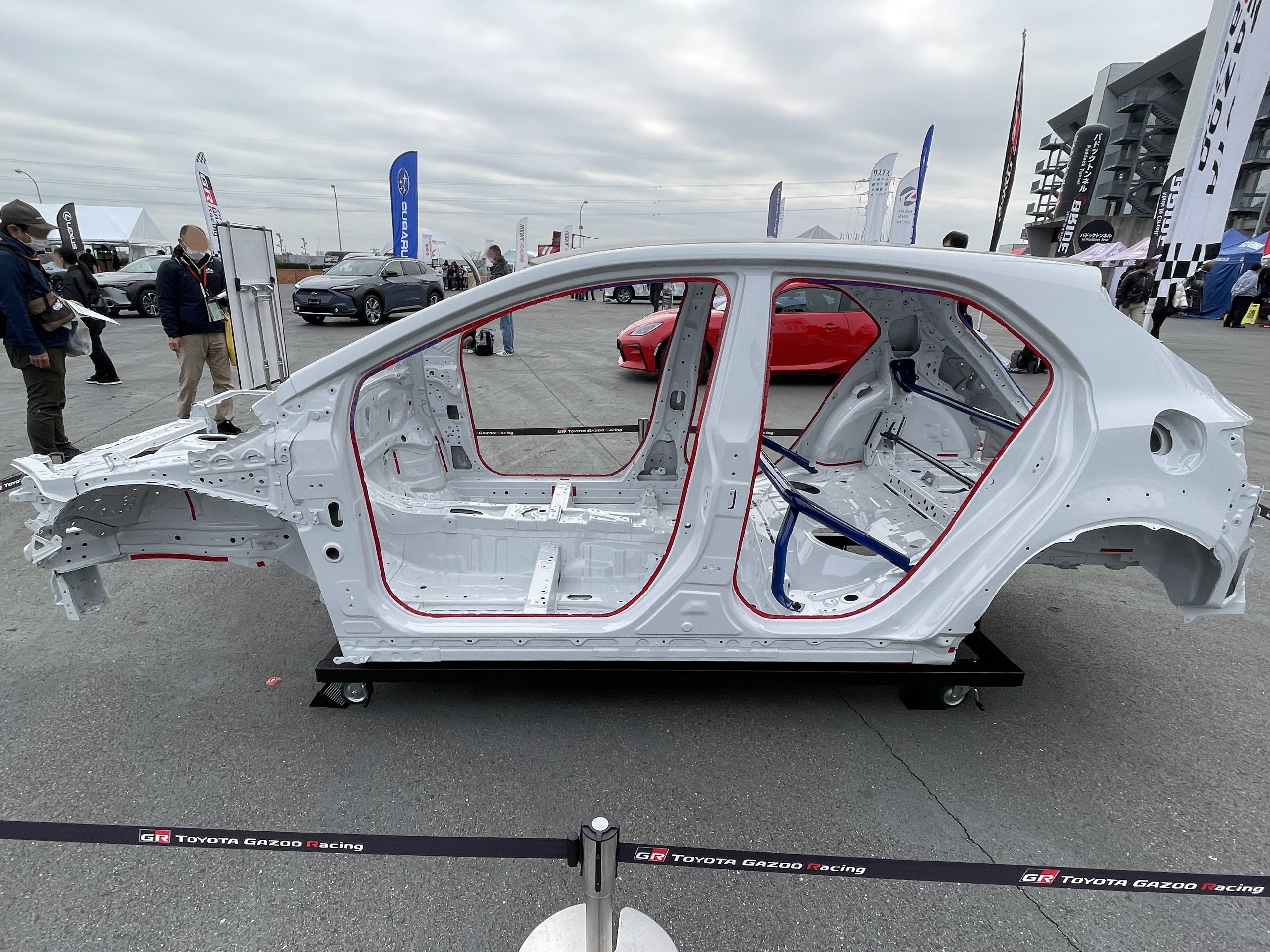
MORIZO Editionのモノコックシャシー
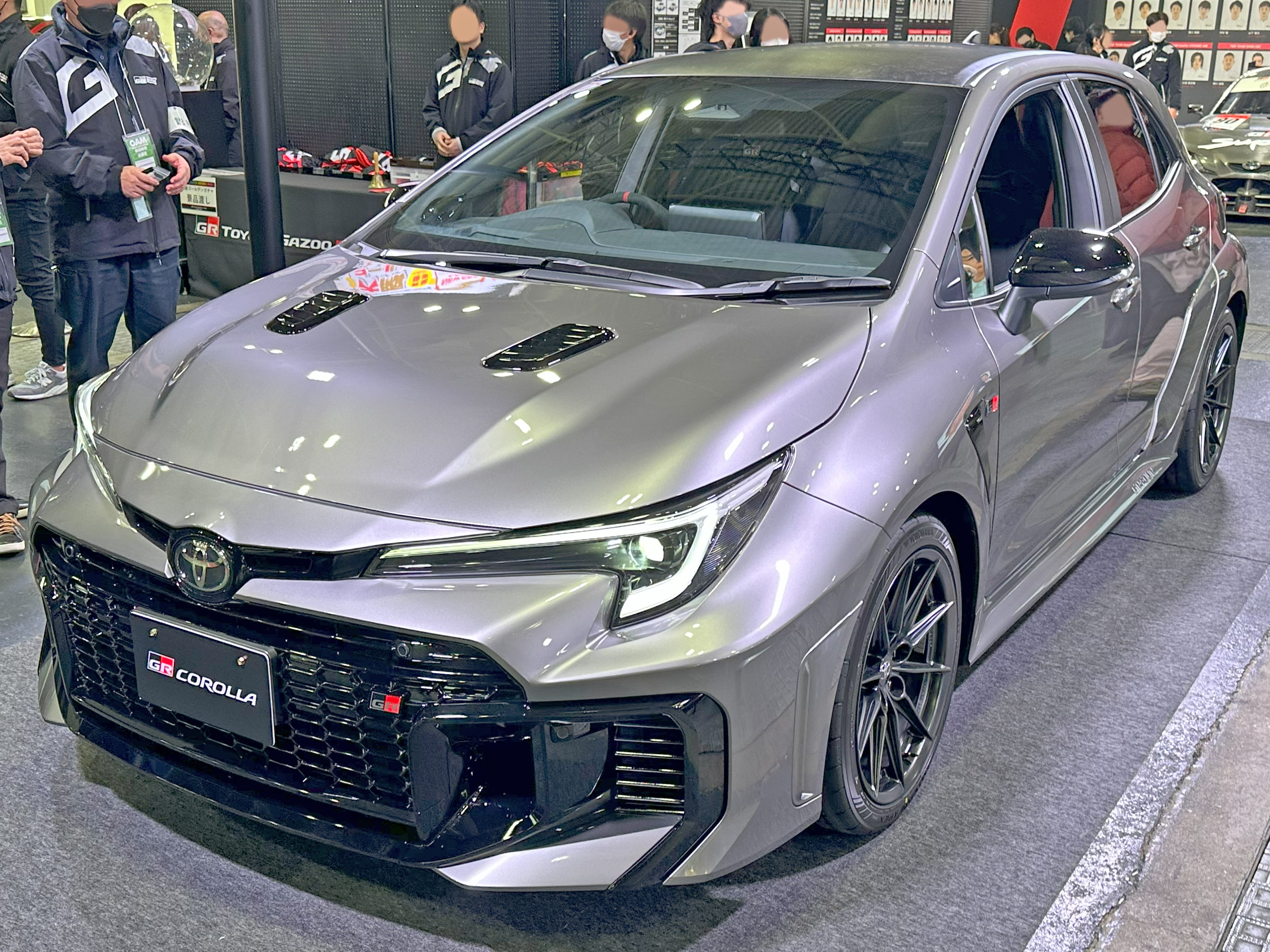
日本仕様 2025年2月改良型 RZ

## メカニズム
カローラスポーツのボディを基本骨格として、ロングホイールベースによる優れた走行安定性はそのままに、フロントを60mm、リヤを85mmワイドトレッド化することにより、高速旋回性能を向上。またフロントフェンダーを片側20mm、リヤフェンダーを片側30mm拡大したワイドなスタンスで、野性味のある走りを表現した。
基本的なコンポーネントはGRヤリスと共通しており、電子式多板クラッチによる前後駆動力可変システム採用のスポーツ4WDシステム「GR-FOUR」を搭載。今回、駆動配分を制御する4WDモードと、アクセル応答性やステアリングなどを制御するドライブモードを分けたことで、ドライバーの好みや走行環境に応じた選択を可能にした。さらにブッシュのピロボール化、スプリング、アブソーバー、アライメントの最適化にも取り組み、余すところなくGR-FOURの最適駆動力配分を路面に伝達。旋回性能を向上した。制御内容もGRヤリスとは異なる専用設計となっている。
ドライバーの操作へ俊敏に反応する⾛りを⽬指し、ボディ剛性を強化。元町工場のGR Factoryにおいて生産することで実現する高剛性基本骨格に加え、リヤホイールハウス間や床下トンネル、タンク前の床下にブレースを追加することで、操縦安定性能を高めた。またGRヤリスと同様に形状自由度の高いSMC工法で成形されたCFRPのルーフパネルを採用し、剛性を高めるだけでなく、軽量化にも寄与している。
排気管は左右・中央の3本出しとなっている。

### エンジン
GRヤリスにも搭載した1.6L直列3気筒インタークーラーターボエンジンを更に強化して搭載し、最高出力224kW（304PS）を達成している。開発段階でモリゾウ（豊田章男）からの「野性味が足りない」との指摘を受け、GRヤリスのものから排気系などを強化し、さらにピストンの材質変更、過給圧の強化に対応してブロックの強化、カムシャフト、カムホルダー、オイルパンユニットの変更等のチューニングを行い、更なる高出力化を達成した。

## モータースポーツ
前年にスーパー耐久に水素燃料エンジン搭載のカローラスポーツで参戦していたものを受け継ぐ形で、2022年の第2戦（富士24時間レース）よりROOKIE Racingの「ORC ROOKIE GR Corolla H2 concept」がSTｰQクラスに参戦している。マシンがGRカローラベースとなったことで、見た目が変わっただけでなく空力面も大きく改善されたほか、車重も10kgほど軽くなっており、エンジニアによれば「最高速で7km/hほどupしている」という。実際富士スピードウェイのラップタイムも、前年と比べて約5秒ほど速くなっており、レースでの周回数も358周→478周と大きく伸びた。
2023年は燃料を液体燃料に変更し参戦を予定していたが、開幕戦を前に発生したトラブルにより同戦と富士スピードウェイでのテストに関しては欠場して代わりにガソリンエンジン仕様のGRヤリスで参戦、その後第2戦から参戦することとなった。
2022年12月17日、タイのチャーン・インターナショナル・サーキットで開催される25時間耐久レース「IDEMITSU 1500 SUPER ENDURANCE 2022」に参戦した。同車を含め、デモ走行を除くと水素エンジン車としては初の海外レース参戦となる。
ドリフト競技では、2023年5月にエビスサーキットで行われたフォーミュラ・ドリフト・ジャパン第2戦にカッレ・ロバンペラがドライブする「レッドブルGRカローラ」が参戦し、デビューウィンを飾った。